# Sv. Trojica (Domžale)
Sv. Trojica is een plaats in Slovenië en maakt deel uit van de gemeente Domžale in de NUTS-3-regio Osrednjeslovenska. De plaats telde 167 inwoners op 1 januari 2020.